# Kikihia horologium
Kikihia horologium är en insektsart som beskrevs av Fleming 1984. Kikihia horologium ingår i släktet Kikihia och familjen cikador. Inga underarter finns listade i Catalogue of Life.